# Ada Roe
Ada Roe (Londra, 6 febbraio 1858 – Lowestoft, 11 gennaio 1970) è stata una supercentenaria britannica che fu decana dell'umanità dal 4 maggio 1969, alla morte della 111enne ceca Marie Bernátková, fino al suo stesso decesso, avvenuto 8 mesi più tardi.

## Biografia
Ada Roe nacque a Islington, borgo settentrionale di Londra; lavorò per molti anni nel caseificio di famiglia a Lowestoft, cittadina del Suffolk. Nel 1968 - Roe aveva allora 110 anni - apparve in un notiziario inglese, British Pathé, che mostrava come la donna fosse ancora attiva nell'azienda. Ada Roe si sposò, ma suo marito morì intorno al 1910.
Con la morte di Marie Bernátková il 4 maggio 1969, è diventata la persona più anziana del mondo. Al momento della sua morte era la quinta persona più anziana di sempre, dopo le statunitensi Delina Filkins, Mary Kelly, Betsy Baker e Narcissa Rickman, nonché la britannica e l'europea più longeva mai verificata fino ad allora (avendo superato di 12 giorni il precedente primato dell'irlandese Katherine Plunket). Morì l'11 gennaio 1970, all'età di 111 anni e 339 giorni. Le succedette come persona più anziana vivente a livello mondiale la statunitense Kitty Harvey.